# Песчаница (Ленинградская область)
Песчаница — деревня в Пашском сельском поселении Волховского района Ленинградской области.

## История
Деревня Пещаница упоминается на карте Санкт-Петербургской губернии Ф. Ф. Шуберта 1834 года.

ПЕЩАНИЦЫ — деревня принадлежит Казённому ведомству, число жителей по ревизии: 35 м. п., 44 ж. п. (1838 год)

На карте Ф. Ф. Шуберта 1844 года отмечена деревня Пещаница и ветряная мельница близ неё.

ПЕЩАНИЦЫ — деревня Ведомства государственного имущества, по просёлочной дороге, число дворов — 14, число душ — 53 м. п. (1856 год)

ПЕСЧАНИЦЫ — деревня казённая при колодце, число дворов — 17, число жителей: 43 м. п., 43 ж. п. (1862 год)

Согласно карте из «Исторического атласа Санкт-Петербургской Губернии» 1863 года деревня называлась Пещаница.
Согласно епархиальным сведениям 1899 года деревня относилась к приходу церкви Рождества Христова Пашского погоста Новоладожского уезда в Надкопанье.
В конце XIX — начале XX века деревня административно относилась к Шахновской волости 3-го стана Новоладожского уезда Санкт-Петербургской губернии.
По данным «Памятной книжки Санкт-Петербургской губернии» за 1905 год деревня называлась Песчаница на Тайбале и входила в состав Сонинского сельского общества.
С 1916 по 1939 год деревня относилась к приходу Троицкой церкви в селе Манихино.
В 1917 году деревня входила в состав Шахновского сельсовета Шахновской волости Новоладожского уезда.
С 1919 по 1923 год деревня Песчаницы входила в состав Усть-Вороновского сельсовета.
С 1923 года в составе Шахновского сельсовета Пашской волости Волховского уезда.
С 1927 года в составе Пашского района.
По данным 1933 года деревня называлась Песчаницы и входила в состав Манихинского сельсовета Пашского района Ленинградской области.

Деревня Песчаница на карте 1940 года

С 1954 года в составе Кириковского сельсовета.
С 1955 года в составе Новоладожского района.
В 1961 году население деревни составляло 115 человек.
С 1963 года в составе Волховского района.
По данным 1966 и 1973 годов деревня Песчаница входила в состав Манихинского сельсовета Волховского района.
По данным 1990 года деревня Песчаница входила в состав Пашского сельсовета.
В 1997 году в деревне Песчаница Пашской волости проживали 8 человек, в 2002 году — 14 человек (все русские).
В 2007 году в деревне Песчаница Пашского СП — 9, в 2010 году — 19 человек.

## География
Деревня расположена в северо-восточной части района к западу от автодороги Р21 (E 105) «Кола» (Санкт-Петербург — Петрозаводск — Мурманск).
Расстояние до административного центра поселения — 7 км.
Расстояние до ближайшей железнодорожной платформы Иевково (184 км) — 2 км.

## Демография
| 1838 | 1862 | 1997 | 2002 | 2007 | 2010 | 2012 |
| ---- | ---- | ---- | ---- | ---- | ---- | ---- |
| 79   | ↗86  | ↘8   | ↗14  | ↘9   | ↗19  | ↘15  |
| 2017 |      |      |      |      |      |      |
| ↗18  |      |      |      |      |      |      |

### Национальный состав
Согласно данным Всероссийской переписи населения 2021 года в деревне проживали 13 человек, из них:
 русские — 12,  азербайджанцы — 1 человек.